# Логиново (Волховський район)
Логиново (рос. Логиново) — присілок у Волховському районі Ленінградської області Російської Федерації.
Населення становить 2 особи. Належить до муніципального утворення Хваловське сільське поселення.

## Історія
Згідно із законом № 56-оз від 6 вересня 2004 року належить до муніципального утворення Хваловське сільське поселення.

## Населення
| 1838 | 1862 | 1997 | 2007 | 2010 | 2017 |
| ---- | ---- | ---- | ---- | ---- | ---- |
| 34   | ↘22  | ↘1   | ↗2   | ↘0   | ↗2   |